# 5112-es mellékút (Magyarország)
Az 5112-es mellékút egy több mint 25 kilométer hosszú, négy számjegyű mellékút Tolna vármegye keleti részén; Tolna és Fadd összekötését szolgálja részint egymással, részint az északi, illetve déli irányból szomszédos települések némelyikével, köztük Pakssal és a megyeszékhely Szekszárddal.

## Nyomvonala
Paks déli határszélétől nem messze, de már Dunaszentgyörgy határai között, e község belterületének északi szélén ágazik ki a 6-os főútból, annak a 120+250-es kilométerszelvényénél, kelet-délkelet felé, Rákóczi Ferenc utca néven. 1,9 kilométer után lép ki a belterületről, a korábbinál délebbi irányt követve; 4,3 kilométer megtétele után pedig már Fadd határai között húzódik. Még e község északi külterületei között ágazik ki belőle, 6,5 kilométer után az 51 162-es számú mellékút: ez vezet Gerjen lakott területére, és azon át a Foktő-Kalocsa felé vezető komp felhajtójához; ezt az elágazást elhagyva az út délnyugatnak fordul.
7,9 kilométer után éri el Fadd lakott területének északkeleti szélét, ott előbb az Arany János utca, majd a Váci Mihály utca nevet viseli. A község déli felében Templom utca a neve, így lép ki a belterületről, nagyjából 10,4 kilométer megtételét követően. A 11+350-es kilométerszelvénye táján kiágazik belőle kelet felé az 51 366-os számú mellékút, ez egyrészt a faddi Duna-holtág mellett kialakult Dombori-üdülőtelepre, másrészt a folyó főágán átvezető (egykori) fajszi komp itteni felhajtójához vezet.
Az előbbi elágazást elhagyva az út délnyugat felé fordul, bő egy kilométerrel arrébb pedig átlépi Tolna határát. 15,3 kilométer után érkezik meg a város belterületére, ahol a Dombori utca nevet veszi fel. 15,6 kilométer után egy elágazáshoz ér: északnyugat felől az 51 163-as számú mellékút csatlakozik bele – ez köti össze a központot a város északi szélén elhaladó 6-os főúttal –, az ellenkező irányban pedig a Bogyiszlóra vezető 5116-os út korábbi nyomvonala ágazott ki belőle ugyanonnan. Az 5116-os jelenlegi nyomvonala – úgy tűnik – nagyjából egy saroknyival nyugatabbra lép ki az 5112-esből, utóbbi ott már a Szentháromság tér, majd a Deák Ferenc utca nevet viseli.
Tolna délnyugati városrészében, az egykor önálló Mözs területén az út egy darabig az Alkotmány utca, majd a Balogh Ádám utca települési nevet viseli, így keresztezi, majdnem pontosan a 19. kilométerénél, Tolna-Mözs vasútállomás térségének déli széle mellett a Rétszilas–Bátaszék-vasútvonal vágányait. Közvetlenül előtte még áthalad egy újabb kereszteződésen: észak felé az 51 367-es számú mellékút ágazik ki belőle az állomás kiszolgálására, dél-délkeleti irányban pedig az 51 161-es számú mellékút, ez Tolna (Mözs) legdélebbi városrészébe vezet. Ezután nem sokkal a mözsi városrész lakott területét is elhagyja.
Valamivel több, mint 19,9 kilométer megtétele után az út felüljárón áthalad az M6-os autópálya nyomvonala felett, kicsivel előtte még beletorkollik az itteni (a 6-os főúttal közös) sztrádacsomópont Pécs-Barcs felőli forgalmát kiszolgáló, 60 577-es számú lehajtó útága, majd a felüljáró túloldalán egy körforgalmon halad keresztül, utóbbin keresztül érhetők el a csomópont más útirányai.
21,5 kilométer után egy újabb kereszteződéshez ér: ott már alig több mint 100 méterre húzódik a 6-os és a 63-as főutak szétágazásától, s azon a ponton egy rövid átkötő út ágazik ki belőle északnyugat felé, 51 901-es útszámozással, ez pontosan az előbb említett elágazásig tart, lényegében egyenes irányú folytatása a Cece-Székesfehérvár felé vezető 63-as út. Kicsivel ezután az 5112-es eléri Szekszárd határszélét; egy darabig még a két város határvonalát kíséri – egy szakaszon alig méterekre a 6-os főút nyomvonalától –, de a 23. kilométere után már teljesen szekszárdi területen halad.
23,4 kilométer után egy újabb körforgalmat ér el, ahol az M9-es autóút nyomvonalát keresztezi, majd Szekszárd Palánk városrészén halad keresztül, és 24,4 kilométer után átszeli a Sió folyását. Nem sokkal ezután véget is ér, beletorkollva az 56-os főút jelenlegi, Szekszárd belvárosát keletről elkerülő nyomvonalába, annak az 1+700-as kilométerszelvénye közelében épült körforgalmú csomópontba. Korábban még mintegy 600 métert folytatódott innen délnyugati irányban, míg el nem érte az 56-os főút régi, belvároson átvezető nyomvonalát, az a szakasza ma már önkormányzati út.
Teljes hossza, az országos közutak térképes nyilvántartását szolgáló kira.gov.hu adatbázisa szerint 25,937 kilométer.

## Története
1934-ben a kereskedelem- és közlekedésügyi miniszter 70 846/1934. számú rendelete a Fadd központjától a gerjeni elágazásig húzódó szakaszát harmadrendű főúttá nyilvánította, a Kalocsa-Fadd közti 512-es főút részeként.

## Települések az út mentén
- Dunaszentgyörgy
- Fadd
- Tolna
- Szekszárd